# Озера (Полтавський район)
Озе́ра — село в Україні, у Кобеляцькій міській громаді Полтавського району Полтавської області. Населення становить 1280 осіб. Колишній центр Озерянської сільської ради.

## Географія
Село Озера знаходиться за 7 км від лівого берега Кам'янського водосховища, у долині колишньої річки Кишеньки. На відстані в 2,5 км розташовані села Прощуради і Солошине. Біля села кілька озер, у тому числі озеро Бутовського.

## Історія
Село Озера було засноване в долині колишньої річки Кишеньки, від якої походить назва стародавнього козацького села, що на березі річки Ворскли.
Річка Кишенька — притока Ворскли, яка в XV і на початку XVI століття була повноводною, але з часом обміліла і перетворилася на низку озер по заплаві, від чого урочище, а потім і саме село, яке виникло там, було назване Озерами. Вважається, що це було в 1728 р.
Село потопало в зелені садів. З півночі виднівся чудовий сад, який нависав над озером зеленою шапкою узгірʼя, а посередині села ще кращий: з широколистими тополями та кленами і віковими дубами. На півдні, край села, неначе замикав його Петришин гай з сріблястих осокорів, берестів та похилих верб.
Чаруючу красу села доповнювали дзеркала озер і ставків. З півночі довгасте озеро «Купʼє» тяглося попід панським садом, а далі степом до Новоселівського ставка, де вони зʼєднувались між собою і неначе річка виблискували сріблястим тремтінням хвиль.
На півдні під самим селом за Петришиним гаєм блистіло невелике водяне плесо, а ще далі, вже в степу, хвилювалось озеро «Рябцеве», яке пергородила величезна гребля. У центрі села крізь прогалини садків просвічувалися ставки «Юльчин», «Середній», глибокий. А навколо біленьких хат-мазанок скільки  не кинеш оком — степ і степ…
За одними даними засновником Озер є кишеньківський сотник Григорій Потоцький, котрий за зразкову службу був нагороджений землею в урочищі Озера. За іншою версією, першою родиною, що оселилась тут, була сімʼя Ганни Петраш, удови кишеньківського сотника. Після довгих клопотань вона отримала від полтавського полковника дозвіл на володіння ділянкою землі в урочищі Озера — на 15-й версті від містечка Кишеньки. Так зʼявилось на цьому місці село. Тоді ж господиня насадила тут величезний садок, частина якого збереглась донині і називається Петришиним садом.
На початку XIX століття в с. Озерах проживало трохи більше 200 осіб. 1859 року тут було 73 господарства й 533 жителі. Озера в цей час відносились до Кобеляцького повіту Полтавської губернії. Діяла деревʼяна церква, відбувалося 2 ярмарки на рік: весняний і осінній. Останній був особливо великий і шумний. До нього урожай закінчували збирати, багаті лишки продавали й гуляли на ярмарку. І чого тоді тільки не було в продажу: тканини, готовий одяг, взуття і посуд, меблі й сільськогосподарський реманент, фрукти й мед. Працювали ресторани і чайні, їдальні і закусочні. Приїздили й покупці, які скуповували табуни коней, волів, корів, овець. Тисячами пудів продавали хліб, вовну, льон, прядиво. Траплялось, що господар, який продав кобилу чи корову, залишався без шеляга в кишені, або злодії кишені вичищали, або сам пропивав.
Село в той час належало найбільшому із землевласників Кобеляцького повіту В. Гавриленкові, котрий мав 4,5 тисяч десятин землі.
Діяла церковно-парафіяльна школа, Хрестовоздвиженська церква, працювали 3 крамниці, 2 майстерні, 2 вітряки. 
Хрестовоздвиженська церква - перша відома дерев’яна церква на честь Воздвиження Чесного Хреста Господнього була збудована в 1788 році. 
У 1836 храм перебудували, а у 1846 відремонтували на кошти поміщика Василя Потоцького. Новий ремонт церкви відбувся 1858. У 1885 на кошти вдови камерюнкера Гавриленкова Олександри дерев’яну церкву поставлено на мурований цоколь, 1891 до неї прибудовано дерев’яну дзвіницю.
У 1902 володіла 89 дес. 1116 кв. саж. ружної, 3 дес. садибної землі. Мала церковну сторожку. Діяли бка, церковнопарафіяльна школа (містилася у власному будинку).
До парафії входили с.с. Гординщина, Павлівка, Генералівка, Кринична, Просяниківка, Чайківщина, Драбинівка, хутори Порубаї, Колесники, Пелипенки, Козари, Шапки, Перепелициний. 1902 парафіян – 1607 душ чоловічої, 1505 душ жіночої статі; 1912 парафіян привілейованих станів – 63, міщан – 78, козаків – 844, селян – 2674.
Із священиків відомі: Афанасій Георгійович Затворницький (1902, у сані з 1886, нагороджений скуфією 1897), Яків Терентійович Горонович (1912); із псаломщиків: диякон Павло Стефанович Кирилов (1902, у сані з 1887), диякон Іоанн Васильович Корнєєв (1912), Трофим Андрійович Ярещенко (1902, на посаді з 1880, стихар 1893), Микола Митрофанович Авраменко (1912); із церковних старост: козак Андрій Якович Козар (1902), козак Павло Федорович Порубай (1912).
8 квітня 1897 почала діяти безплатна бібліотека-читальня.
Ще з початку 80-х років Озера стали центром волості й відтоді швидко розбудовувалися, інтенсивно збільшувалась кількість місцевого населення. Станом на 1900 р. було 123 двори, проживало 786 чоловік, а через 10 років  - 232 господарства й 1345 жителів.
У 1849—1850 роках з окремих хуторів (Харенків, Щербинів, Оленичів, Ягольників) було утворено село Прощуради. У народі походження його назви пов'язують з місцевим паном на прізвище Обдулевський, який, звертаючись до селян, говорив: «Про що рада?».
Радянський режим встановлено в січні 1918 року.
У 1923 році Озерська волость була перетворена на сільську раду, яка ввійшла до складу Кишеньківського району Кременчуцького округу. На 1926 р. в Озерах проживало 1679 жителів.
У період німецько-фашиської окупації (15.IX.1941 - 25.IX.1943) гітлерівці розстріляли 6 жителів села, вивезли на примусові роботи до Німеччини 174 чол.
До XIX ст. в Озерах «головними лікарями» були баби-шептухи та піп. Баби-шептухи лікували шептаннями та заклинаннями, а піп — молебнями та соборуваннями, але це мало допомагало. В селі часто лютували епідемії: чума, віспа, холера, тиф, кір, скарлатина, дифтерія, малярія. Особливо велика смертність була серед дітей віком до 10 років. У 1900 році вперше було введено посаду фельдшера на всю Озерську волость, у якій проживало 12 916 чоловік.
12 червня 2020 року, відповідно до розпорядження Кабінету Міністрів України № 721-р «Про визначення адміністративних центрів та затвердження територій територіальних громад Полтавської області», село увійшло до складу Кобеляцької міської громади.
19 липня 2020 року, в результаті адміністративно - територіальної реформи та ліквідації Кобеляцького району, село увійшло до складу новоутвореного Полтавського району Полтавської області.

## Сьогодення
До 2020 року Озера — центр сільської ради, до якої також входили села Морози, Прощуради, Поводи. Територія — 6 569 га, населення — близько 2 тисяч чоловік.
На виборах 1998 року територіальна громада віддала перевагу з кількох претендентів на посаду сільського голови Наталії Іванівні Синяговській, учительці місцевої школи.
На данний момент всі ці села об'єднали до Кобеляцької міської громади.

## Економіка
- Птахо-товарна ферма.
- ТОВ «Іскра».
- ТОВ «Аїна».
- ТОВ «Добробут»

## Об'єкти соціальної сфери
- Дитячий садок «Ромашка».
- Школа.
- Будинок культури.

## Релігія
- Введенський храм.

## Відомі люди
Вихідцями з цих місць є Герої Радянського Союзу Микола Тимофійович Мужайло та Іван Петрович Шенгур. Саме на озерських чорноземах вирощувала рекордні врожаї Тетяна Овсіївна Земляна, яка була отримала звання Герой Соціалістичної праці. Випускником Озерської школи є відомий український письменник Павло Архипович Загребельний.